# Феофіл (Татарський)
Архієпископ Феофіл (у світі Федір Татарський; 21 січня 1767, слобода Двурічна, Куп'янський повіт, Курська губернія — †14 (26) листопада 1830) — український релігійний діяч. Єпископ Відомства православного сповідання Російської імперії, архієпископ Катеринославський, Херсонський та Тавричеський. Ректор Чернігівської духовної семінарії. 

## Біографія
Народився в сім'ї священика.
Освіту отримав у Харківському колегіумі.
16 листопада 1789 — призначений священиком у селі Люботин Валківського округу.
1794 — відправлений до Харківського Покровського училищного монастиря проповідником. Курський архієпископ Мочульський Іван хотів аби Федір Татарський став ієромонахом Покровського училищного монастиря та проповідником семінарії, але Татарський через смерть батьків відмовився від чернецтва.
1798 — призначений священиком до Єлазенаповського полку.
1800 — перейшов до Ревельського мушкетерського полку і призначений благочинним у Таврицькому 6-му гренадерському полку.
23 травня 1801 — прийняв чернецтво.
24 липня 1801 — ігумен Корельського монастиря.
12 березня 1804 — архімандрит Архангельського монастиря.
Червень 1806 — архімандрит Сийського Антонієва монастиря.
31 січня 1810— архімандрит Вяжицького Миколаївського монастиря.
3 липня 1813 — архімандрит Чернігівського Єлецького Успенського монастиря, та ректор Чернігівської духовної семінарії. Займався історією Чернігівського Єлецького Успенського монастиря.
28 серпня 1818 — настоятель Московського Донського монастиря.
Був викладачем у духовно-навчальних закладах: 11 років вчителем поезії, філософії у Харківському колегіумі; вчителем богослов'я, префектом та ректором Архангельської духовної семінарії; ректором Новгородського повітового училища. У всіх перерахованих місцях був катехізатором та присутнім духовної консисторії, членом Московської Синодальної контори.
23 березня 1819 — хіротонія в єпископа Оренбурзького та Уфимського.
25 травня 1819 прибув до Уфи.
1820 — при Феофілі був відкритий Комітет Біблійного товариства.
19 травня 1823 — єпископ Катеринославський, Херсонський та Тавричеський.
22 серпня 1826 — зведений в сан архієпископа.
При Феофілі засновані братські гуртки, приходоросходні зошити, призначені цензори проповідей, відкриті будинки для бідних, організовані біблейські товариства, класи татарської мови, Маріупольські приходське і духовне училища.
15 жовтня 1827 — звільнений на спокій до Курязького Харківського монастиря.
14 листопада 1830 — помер. Похований у Харківському катедральному Покровському соборі.